# Élisabeth-Paul-Édouard de Rossel

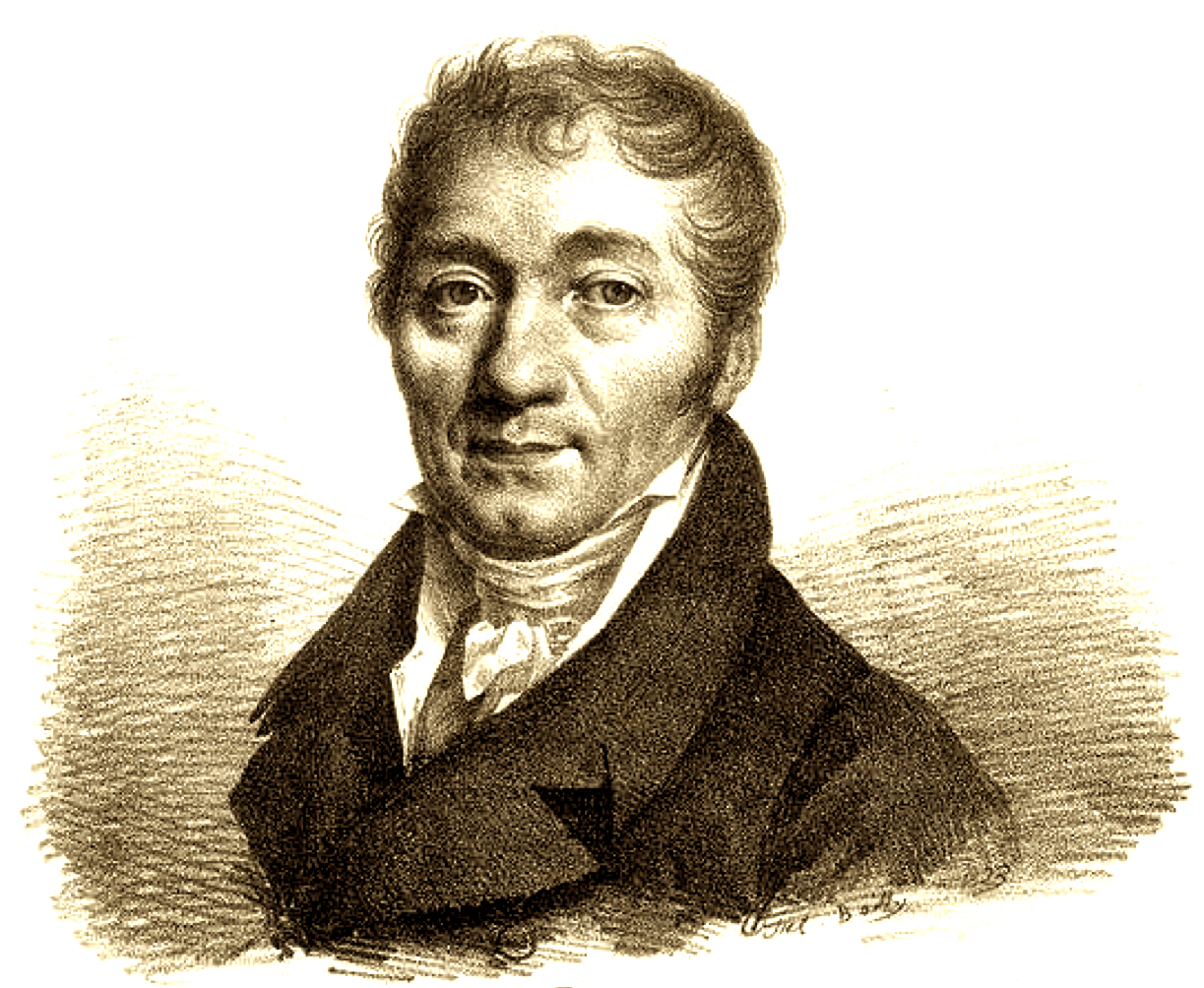
Élisabeth-Paul-Édouard de Rossel

Élisabeth-Paul-Édouard de Rossel (* 11. September 1765 in Sens, Département Yonne, Frankreich; † 20. November 1829 in Paris) war ein französischer Forschungsreisender und Konteradmiral.

## Leben
Rossel entstammte einer Adelsfamilie, die durch die Französische Revolution verarmte. Sein Vater, ein Konterrevolutionär, der sich der Armee der Emigranten angeschlossen hatte, wurde während der Quiberon-Expedition (französisch: L’expédition de Quiberon) im Juli 1795 getötet.
1780 trat der erst 15-jährige Rossel in die französischen Marine ein. Während des Unabhängigkeitskrieges der Vereinigten Staaten von Amerika nahm er 1781 und 1782 unter dem Befehl von Vizeadmiral François Joseph Paul de Grasse an den Operationen in Westindien gegen Großbritannien teil. Er wurde zum Leutnant ernannt und begleitete Konteradmiral d’Entrecasteaux Mitte der 1780er Jahre auf seiner ersten Erkundungsreise in den Indischen Ozean.
Als d’Entrecasteaux von König Ludwig XVI. beauftragt wurde, eine Rettungsmission zu organisieren, um die verschollene La Pérouse-Expedition zu finden, griff er erneut auf Rossel zurück. Diese Expedition fand von September 1791 bis Oktober 1795 statt. Rossel diente auf beiden Fregatten der Expedition, der La Recherche („die Suche“) und der L’Esperance („die Hoffnung“), und übernahm nach dem Tod von d’Entrecasteaux im Juli 1793 das Kommando über L'Espérance. Er war damit, zusammen mit Alexandre d’Hesmivy d’Auribeau, de facto einer der Anführer der Expedition. Bereits 1792 war er zum Ritter des Ordens von Saint-Louis ernannt worden.
Als die Teilnehmer der Expedition erfuhren, dass in Frankreich mittlerweile die Terrorherrschaft die Macht ausübte, zog Rossel es vor, sich von den Holländern gefangen nehmen zu lassen, auch um sich am Krieg gegen das revolutionäre Frankreich zu beteiligen. D’Hesmivy d’Auribeau starb am 21. August 1794 und Rossel übernahm das alleinige Kommando über die Expedition. 1795 landete er auf Java und wollte mit einem holländischen Schiff nach Europa zurückkehren, wurde aber mit den übrigen Teilnehmern der Entrecasteaux-Expedition im September 1795 von den Briten gefangen genommen. Seine royalistischen Überzeugungen veranlassten ihn, zunächst in England zu bleiben, wo er die auf den Expeditionen erworbenen geographischen, hydrografischen und astronomischen Kenntnisse zum Teil an die britische Admiralität weitergab, diese aber auch selbst wissenschaftlich aufarbeitete.
Bei seiner Rückkehr nach Frankreich veröffentlichte Rossel die Notizen der Ereignisse dieser Reise zur Rettung von La Pérouse in seinem 1809 erschienenen Werk Voyage de d’Entrecasteaux. Einen großen Teil dieser Veröffentlichung widmete er hierbei der nautischen Astronomie und Hydrographie. Das Werk begründete Rossels Ruf als anerkannter Geograph, Astronom und Forscher.
Am 28. Oktober 1811 wurde er gewähltes Mitglied der 1. Klasse des Bureau des Longitudes (das französische Vermessungsamt, Abteilung für Geographie und Navigation) innerhalb des Institut de France sowie der Académie des Sciences. 1818 wurde er für ein Jahr Direktor der Académie des Sciences. 1820 wurde er in die französische Ehrenlegion aufgenommen und erhielt 1822 den Rang eines Konteradmirals. Er war maßgeblich an den Planungen der Expedition von Duperrey und d’Urville von August 1822 bis März 1824 beteiligt.
Anschließend trat er als Chefhydrograf in das Dépôt des cartes et plans de la Marine ein, wo er nacheinander die hierarchischen Ebenen emporstieg und 1827 dessen Generaldirektor wurde. Er trat damit die Nachfolge von François Étienne de Rosily-Mesros (1748–1832) an. 1825, nach der revolutionären Erfindung der Fresnel-Linse, legte Rossel der Commission des Phares ein umfassendes Beleuchtungsprogramm für die Küsten Frankreichs vor, das vorsah, das Königreich mit einem „Gürtel“ von großen Scheinwerfern ohne Schattenwürfe auszustatten. Dieses Programm wurde in den 1850er Jahren angenommen und vollständig abgeschlossen.
Nach seinem Tod wurde er am 22. November 1829 auf dem Friedhof Père-Lachaise (13. Abteilung) begraben. Die Grabrede hielt Charles-François Beautemps-Beaupré, damals Chefingenieur für Hydrographie, Kurator des Marinedepots und Mitglied des Vermessungspräsidiums, der ein langjähriger Freund und Reisegefährte Rossels war. Am 8. Dezember 1994 wurden Rossels sterbliche Überreste in das Beinhaus des Friedhofs überführt.

## Ehrungen
Rossel Island im Louisiade-Archipel sowie die Rossel Mountains auf Neuirland wurden nach ihm benannt.

## Schriften (Auswahl)
- Voyage de d'Entrecasteaux envoyé à la recherche de Lapérouse. Veröffentlicht im Auftrag Seiner Majestät des Kaisers und Königs, unter dem Ministerium von S.E. Vizeadmiral Decrès, Graf des Imperiums. Imprimerie Impériale. Paris. 2 Bände. 1807–1808. Veröffentlicht 1809.
- Rapport contenant l'exposition du système adopté par la Commission des phares, pour éclairer les côtes de France. Imprimerie royale. Paris. 1825.

## Weblink
- Homepage des Australian National Maritime Museums – Eintrag: Chevalier de Rossel -Link (Abgerufen am 18. Juni 2022)